# Aqueu d'Erètria
Aqueu d'Erètria (en llatí Achaeus, en grec antic Ἀχαιός, 'Akhaios') va ser un poeta tràgic grec nascut l'any 484 aC. Segons Suides, era contemporani d'Eurípides.
Va competir amb Sòfocles i Eurípides segurament a les Dionísia de l'any 447 aC, però no va guanyar el premi de poesia, diu també Suides. Va escriure més de trenta drames, però no va guanyar mai cap premi. La seva obra té molta mitologia i expressions forçades i poc clares. La part que té millor crítica és el drama satíric on se'l considera inferior només a Èsquil, segons Diògenes Laerci. Segons Suides i Favorí va escriure deu obres, i segons Eudòxia Macrembolitissa van ser catorze. Es coneixen els títols de set drames satírics i de 10 tragèdies.